# Bretagne Classic Ouest-France
A GP Ouest France–Plouay egy országúti kerékpárverseny Franciaországban. A versenyt minden év augusztusában rendezik meg, és része az UCI World Tournak.

## Útvonal
A verseny a Bretagne-félszigeten kerül megrendezésre Plouay környékén.A kerékpárosok egy 19,1 kilométeres körpályán mennek 13 kört, így jön ki a 248,3 km hosszú táv. A pálya neve Circuit Jean-Yves Perron.

## Dobogósok
| Év   | Győztes                   | Második                    | Harmadik                    |
| ---- | ------------------------- | -------------------------- | --------------------------- |
| 1931 | François Favé             | Pierre Le Doare            | André Godinat               |
| 1932 | Philippe Bono             | Paul Le Drogo              | Ferdinand Le Drogo          |
| 1933 | Philippe Bono             | Raymond Louviot            | Julien Grujon               |
| 1934 | Lucien Tulot              | Jean Keriel                | René Durin                  |
| 1935 | Jean Le Dilly             | E. Le Gallo                | Raymond Drouet              |
| 1936 | Pierre Cogan              | François Lucas             | Jean Le Dilly               |
| 1937 | Jean-Marie Goasmat        | Robert Oubron              | Amédée Fournier             |
| 1938 | Pierre Cloarec            | Robert Tanneveau           | Jean-Marie Goasmat          |
| 1945 | Eloi Tassin               | Christophe Taeron          | Georges Gouyette            |
| 1946 | Ange Le Strat             | Roger Chupin               | Pierre Cogan                |
| 1947 | Raymond Louviot           | Albert Bourlon             | Roger Chupin                |
| 1948 | Eloi Tassin               | Francis Chretien           | Raymond Louviot             |
| 1949 | Amand Audaire             | Guy Butteux                | René Haugustaine            |
| 1950 | Amand Audaire             | André Ruffet               | Germain Mercier             |
| 1951 | Émile Guérinel            | Guy Butteux                | Jean Erussard               |
| 1952 | Émile Guérinel            | François Mahé              | Jean Bobet                  |
| 1953 | Serge Blusson             | Louis Gillet               | Raymond Scardin             |
| 1954 | Ugo Anzile                | Jean Le Guilly             | Jean Cadras                 |
| 1955 | Jean-Jacques Petitjean    | Jacques Dupont             | Joseph Le Cadet             |
| 1956 | Valentin Huot             | René Fournier              | Joseph Morvan               |
| 1957 | Isaac Vitré               | Joseph Morvan              | Joseph Groussard            |
| 1958 | Jean Gainche              | André Ruffet               | Joseph Thomin Fernand Picot |
| 1959 | Emmanuel Crenn            | Jean Gainche               | Félix Lebuhotel             |
| 1960 | Hubert Ferrer             | André Foucher              | Joseph Velly                |
| 1961 | Fernand Picot             | Emile Le Bigaut            | Max Bléneau                 |
| 1962 | Jean Gainche              | Georges Groussard          | Joseph Morvan               |
| 1963 | Fernand Picot             | Pierre Le Mellec           | Fernand Delort              |
| 1964 | Jean Bourlès              | Hubert Ferrer              | Jean Gainche                |
| 1965 | François Goasduff         | Hubert Niel                | Jean-Louis Jagueneau        |
| 1966 | Claude Mazeaud            | Jean Bourlès               | Pierre Le Mellec            |
| 1967 | François Hamon            | Georges Chappe             | Maurice Morin               |
| 1968 | Jean Jourden              | Jean-Claude Lebaube        | André Zimmermann            |
| 1969 | Jean Jourden              | François Goasduff          | Léon-Paul Ménard            |
| 1970 | Gianni Marcarini          | Robert Bouloux             | Roland Berland              |
| 1971 | Jean-Pierre Danguillaume  | Jacques Gestraud           | Raymond Delisle             |
| 1972 | Robert Bouloux            | Gérard Besnard             | Enzo Mattioda               |
| 1973 | Jean-Claude Largeau       | Gilbert Bellone            | Guy Sibille                 |
| 1974 | Raymond Martin            | Jacques Botherel           | Claude Aigueparses          |
| 1975 | Cyrille Guimard           | Jean-Louis Danguillaume    | Guy Santy                   |
| 1976 | Jacques Bossis            | Patrick Perret             | Pierre-Raymond Villemiane   |
| 1977 | Jacques Bossis            | Roger Legeay               | Christian Seznec            |
| 1978 | Pierre-Raymond Villemiane | Joop Zoetemelk             | Marcel Tinazzi              |
| 1979 | Frits Pirard              | Jean Chassang              | Yvon Bertin                 |
| 1980 | Patrick Friou             | Jacques Bossis             | Bernard Becaas              |
| 1981 | Gilbert Duclos-Lassalle   | Dominique Arnaud           | Raymond Martin              |
| 1982 | Francis Castaing          | Régis Clère                | Didier Vanoverschelde       |
| 1983 | Pierre Bazzo              | Marc Madiot                | Stephen Roche               |
| 1984 | Sean Kelly                | Frédéric Vichot            | Éric Caritoux               |
| 1985 | Éric Guyot                | Rudy Matthijs              | Marc Madiot                 |
| 1986 | Martial Gayant            | Sean Kelly                 | Søren Lilholt               |
| 1987 | Gilbert Duclos-Lassalle   | Jean-Claude Bagot          | Frédéric Brun               |
| 1988 | Luc Leblanc               | Charly Mottet              | Patrice Esnault             |
| 1989 | Jean-Claude Colotti       | Bruno Cornillet            | Gilles Delion               |
| 1990 | Bruno Cornillet           | Martial Gayant             | Thomas Wegmüller            |
| 1991 | Armand de Las Cuevas      | Andreas Kappes             | Miguel Arroyo               |
| 1992 | Ronan Pensec              | Serge Baguet               | Thierry Claveyrolat         |
| 1993 | Thierry Claveyrolat       | Jean-François Bernard      | Thierry Laurent             |
| 1994 | Andréi Chmil              | Richard Virenque           | Jens Heppner                |
| 1995 | Rolf Järmann              | Laurent Madouas            | Christian Henn              |
| 1996 | Frank Vandenbroucke       | Laurent Brochard           | Andréi Chmil                |
| 1997 | Andrea Ferrigato          | Sergio Barbero             | Chris Horner                |
| 1998 | Pascal Hervé              | Ludo Dierckxsens           | Stéphane Heulot             |
| 1999 | Christophe Mengin         | Markus Zberg               | Szergej Ivanov              |
| 2000 | Michele Bartoli           | Nico Mattan                | Walter Bénéteau             |
| 2001 | Nico Mattan               | Patrice Halgand            | Patrick Jonker              |
| 2002 | Jeremy Hunt               | Stuart O'Grady             | Baden Cooke                 |
| 2003 | Andy Flickinger           | Anthony Geslin             | Nicolas Jalabert            |
| 2004 | Didier Rous               | Serge Baguet               | Guido Trentin               |
| 2005 | George Hincapie           | Aljakszandr Uszav          | Davide Rebellin             |
| 2006 | Vincenzo Nibali           | Juan Antonio Flecha        | Manuele Mori                |
| 2007 | Thomas Voeckler           | Thor Hushovd               | Danilo Di Luca              |
| 2008 | Pierrick Fédrigo          | Alessandro Ballan          | David López García          |
| 2009 | Simon Gerrans             | Pierrick Fédrigo           | Paul Martens                |
| 2010 | Matthew Goss              | Tyler Farrar               | Yoann Offredo               |
| 2011 | Grega Bole                | Simon Gerrans              | Thomas Voeckler             |
| 2012 | Edvald Boasson Hagen      | Rui Alberto Faria Da Costa | Heinrich Haussler           |
| 2013 | Filippo Pozzato           | Giacomo Nizzolo            | Samuel Dumoulin             |
| 2014 | Sylvain Chavanel          | Andrea Fedi                | Arthur Vichot               |
| 2015 | Alexander Kristoff        | Simone Ponzi               | Ramūnas Navardauskas        |
| 2016 | Oliver Naesen             | Alberto Bettiol            | Alexander Kristoff          |
| 2017 | Elia Viviani              | Alexander Kristoff         | Sonny Colbrelli             |
| 2018 | Oliver Naesen             | Michael Valgren            | Tim Wellens                 |
| 2019 | Sep Vanmarcke             | Tiesj Benoot               | Jack Haig                   |
| 2020 | Michael Matthews          | Luka Mezgec                | Florian Sénéchal            |
| 2021 | Benoît Cosnefroy          | Julian Alaphilippe         | Mikkel Frølich Honoré       |
| 2022 | Wout van Aert             | Axel Laurance              | Alexander Kamp Egested      |
| 2023 | Valentin Madouas          | Mathieu Burgaudeau         | Felix Großschartner         |
| 2024 | Marc Hirschi              | Paul Magnier               | Magnus Cort Nielsen         |

## Külső hivatkozások
- Hivatalos honlap